# カンテーレ人気番組黄金リレー!どこまで行くねん!?7時間半(生)スペシャル!!2007
カンテーレ人気番組黄金リレー!どこまで行くねん!?7時間半（生）スペシャル!!2007（カンテーレにんきばんぐみおうごんリレー どこまでいくねん ななじかんはんなまスペシャル にせんなな）は、
2007年12月1日（土曜）の9:55 - 17:25に関西テレビで生放送された特別番組である。ハイビジョン制作。

## 概要
2007年12月、関西テレビの土曜の午前から午後に掛けて放送している情報、バラエティ番組を集合させた視聴者感謝特番。
2007年当時に編成されていた、『ぶったま!』、『たかじん胸いっぱい』、『関ジャニ∞のジャニ勉』、『モモコのOH!ソレ!み〜よ!』、『プライスバラエティ ナンボDEなんぼ』の各番組が横断的に番組に係るため、番組内に視聴者へのクイズを出題。クイズに答えると賞金や商品が貰えるという企画が中心であった。

## 主要コーナー
- どんだけ走らすねん!?賞金争奪カンテーレ耐久駅伝
  - 3チームの若手芸人が6時間耐久チャレンジする駅伝。

## 出演者

### MC
- 総合司会：大平サブロー
- 進行アシスタント：岡安譲、藤本景子（共に関西テレビアナウンサー）

### コーナー出演
- 間寛平（大会委員長）
- ストリーク（大平サブローチーム）
- プラスマイナス、ツジカオルコ、増田倫子（桜）（井岡弘樹チーム）
- ギャロップ、男と女（非常階段 シルクチーム）
- 解説：千葉真子
- 実況：吉原功兼（関西テレビアナウンサー）

## タイムテーブル
- ぶったま! 虎戦士大集合SP

- たかじん胸いっぱい 誰が止めるねん!?ナマ激論SP生身男と女とおネエと…
  - やしきたかじん（司会）
  - 中井雅之（アシスタント）
  - 桂ざこば（レギュラー）
  - 大平サブロー、川崎麻世、ハイヒールリンゴ、酒井くにお、シャンプーハット、上原さくら、ユンソナ、三津谷葉子、あびる優、小椋ケンイチ（ゲスト）
  - 畑中フー（ナレーター）

- 関ジャニ∞のジャニ勉 ズッコケ男道大賞SP

【出演】:関ジャニ∞（村上信五、横山裕、渋谷すばる、丸山隆平、錦戸亮、安田章大、大倉忠義）
【ゲスト】:やしきたかじん、叶美香、井森美幸、山田花子、村上知子（森三中）
【VTRナレーター】:藤本景子（関西テレビアナウンサー）
たかじんが次のコーナーにより、関ジャニ∞と一緒にトークと語り合った。
- モモコのOH!ソレ!み〜よ! 冬の鍋パーティーSP・生放送でモモコ一門&西川ファミリー大集合!!

【出演】:ハイヒールモモコ、西川ヘレン、村上信五（関ジャニ∞）、藤本景子（KTVアナウンサー）、奥薗壽子（料理研究家）
【ゲスト】:西川きよし、チュートリアル、月亭八光
【VTRナレーター】:豊田康雄（関西テレビアナウンサー）
芸能人御用達の美味しいお鍋の店を紹介し、ゲストたちが、オリジナル鍋料理を披露。
- ナンボDEなんぼ 芸人バブル!儲かってるのは誰だ!?ぶっちゃけ生SP!!

【司会】:メッセンジャー黒田、山本浩之（当時：関西テレビアナウンサー）
【レギュラー】:円広志
【ゲスト】:山崎邦正、ほっしゃん。、サバンナ、ペナルティ、シャンプーハット、月亭八光、ロザン、村上知子（森三中）、アジアン、とろサーモン
※山崎邦正は出演予定だったが、病欠のため、代わりに本人の等身大パネルが置かれていた。

## スタッフ
関西テレビ制作局のスタッフが横断的に関わり、協力名義で制作に携わった。
- 総合構成：萩原芳樹、藤田智信
- AP（アシスタントプロデューサー）：石田秀樹、北辻陽子／乾充貴【耐久駅伝】
- 番組協力：谷口俊哉
- プロデューサー：堀切八郎【耐久駅伝】／杉浦史朗、松本浩（メディアプルポ）、武藤良博、貝津幸典（メディアプルポ）、乾正志
- 総合演出：川元敦雄
- 総合プロデューサー：中澤健吾
- CP（チーフプロデューサー）：竹本潔観
- 協力：大阪共立、ウエストワン、東通、Rebirth、インフォルメ、テレコープ、ステップ、FULL HOUSE
- 制作著作：関西テレビ